# Bosnien-Hercegovina ved sommer-OL 2024
Bosnien-Hercegovina deltog i sommer-OL 2024 i Paris, Frankrig i perioden 26. juli til 11. august 2024.
Landet vandt ingen medaljer.

## Medaljer
| 2024 Paris          | Guld | Sølv | Bronze | Total |
| Bosnien-Hercegovina | 0    | 0    | 0      | 0     |

### Medaljevinderne
| Bosnien-Hercegovina under sommer-OL 2024 i Paris | Bosnien-Hercegovina under sommer-OL 2024 i Paris | Bosnien-Hercegovina under sommer-OL 2024 i Paris | Bosnien-Hercegovina under sommer-OL 2024 i Paris | Bosnien-Hercegovina under sommer-OL 2024 i Paris |
| Medalje                                          | Navn                                             | Sport                                            | Event                                            | Dato                                             |
| ------------------------------------------------ | ------------------------------------------------ | ------------------------------------------------ | ------------------------------------------------ | ------------------------------------------------ |
| -                                                | -                                                | -                                                | -                                                | -                                                |